# Новий Медзехув
Новий Медзехув (пол. Nowy Miedzechów) — село в Польщі, у гміні Ясенець Груєцького повіту Мазовецького воєводства.
Населення — 145 осіб (2011).
У 1975-1998 роках село належало до Радомського воєводства.

## Демографія
Демографічна структура станом на 31 березня 2011 року:
|          | Загалом | Допрацездатний вік | Працездатний вік | Постпрацездатний вік |
| -------- | ------- | ------------------ | ---------------- | -------------------- |
| Чоловіки | 76      | 15                 | 48               | 13                   |
| Жінки    | 69      | 12                 | 38               | 19                   |
| Разом    | 145     | 27                 | 86               | 32                   |